# افرا (رأس أومليل)
افرا هي إحدى مشيخات المملكة المغربية، تتبع جغرافيا لإقليم كلميم وإداريًا لرأس أومليل. يقدر عدد سكانها بـ 10505 نسمة حسب الإحصاء الرسمي للسكان والسكنى لسنة 2004.